# 福岡県道252号大久保行橋線
福岡県道252号大久保行橋線（ふくおかけんどう252ごう おおくぼゆくはしせん）は、福岡県京都郡みやこ町から行橋市に至る一般県道である。

## 概要
福岡県京都郡みやこ町勝山大久保から行橋市西宮市までの区間を南西から北東に走っている。ほぼ1車線で構成されている。

### 路線データ
- 起点：福岡県京都郡みやこ町勝山大久保（福岡県道58号椎田勝山線交点）
- 終点：福岡県行橋市西宮市3丁目（福岡県道34号行橋添田線交点）

## 地理

### 通過する自治体
- 京都郡みやこ町
- 行橋市

### 交差する道路
| 交差する道路                | 市町村名 | 市町村名 | 交差する場所 | 交差する場所 |
| --------------------------- | -------- | -------- | ------------ | ------------ |
| 福岡県道58号椎田勝山線      | 京都郡   | みやこ町 | 勝山大久保   | 起点         |
| 福岡県道250号長尾稗田平島線 | 行橋市   | 行橋市   | 大字下稗田   |              |
| 福岡県道251号天生田吉国線   | 行橋市   | 行橋市   | 大字宝山     |              |
| 福岡県道34号行橋添田線      | 行橋市   | 行橋市   | 西宮市3丁目  | 終点         |

### 沿線
- 行橋市立稗田小学校
- 行橋厚生病院
- ゆめタウン行橋